# Алиса (персонаж)
Вижте пояснителната страница за други значения на Алиса.
Алиса (на английски: Alice) е персонаж от книгите на Луис Карол Алиса в страната на чудесата и Алиса в Огледалния свят. Никъде в книгата не се споменават родителите и само 1 път се споменава, че има сестра. Единствените същества, към които изпитва привързаност са котките – Дина в първата книга и котенце във втората книга. В Алиса в Огледалния свят тя е на 7 години и 6 месеца. За прототип на Алиса от „Алиса в страната на чудесата“ се счита Алиса Лидъл (1852 – 1934), а на Алиса от втората книга – Алиса Рейке.